# Etelvina Villanueva y Saavedra
Etelvina Villanueva y Saavedra (* 1897 in Lima, Peru; † 1969) war eine bolivianische Dichterin, Lehrerin und Feministin.

## Leben und Wirken
Über die Mutter bolivianischer Abstammung und über Heirat Bolivianerin, aber geboren in Peru, lebte Villanueva ab 1916 in Bolivien. Sie war Lehrerin und Vorsteherin von mehreren Schulen und Gymnasien in Potosí und Oruro.
1923 organisierte María Sánchez Bustamante die erste feministische Gruppe in Bolivien, El Ateneo Femenino, mit dem Ziel, gesellschaftliche und politische Gleichberechtigung zu erreichen und ihre künstlerische Entwicklung zu fördern. Gründungsmitglieder waren Künstlerinnen, Journalistinnen, Lehrerinnen und Schriftstellerinnen, darunter neben Etelvina Villanueva Leticia Antezana de Alberti, Elvira Benguria, Fidelia Corral de Sánchez, Marina Lijerón, Julia Reyes Ortiz de Cañedo, Ema Alina Palfray, Emma Pérez de Carvajal, María Josefa Saavedra, Ana Rosa Tornero de Bilbao la Vieja und Ana Rosa Vásquez. Sie organisierten ihre eigene Zeitschrift Eco Femenino mit Ana Rosa Tornero als Chefredakteurin.
In den 1930er Jahren gründete Villanueva y Saavedra eine weitere wichtige feministische Gruppe, die Legión Femenina de Educación Popular de America. Diese Gruppe versuchte, den Status der Frauen, unabhängig von der sozialen Schicht, zu verbessern, indem sie sich für Änderungen im Gesetzbuch einsetzte.
Die Legión Femenina leistete Hilfe für die Armen und setzen sich für unverheiratete Mütter und Kinder. Sie argumentierten dabei mit dem Konzept der „sozialen Mutterschaft“, in dem sie traditionell im häuslich-familiären Rahmen angesiedelte Aufgaben wie Fürsorge, Erziehung und Pflege insbesondere durch alleinstehende und kinderlose Frauen nach außen und in die Gesellschaft eingebracht und uminterpretiert wurden. Damit konnten sich bolivianische Frauen auch am internationalen Diskurs beteiligen.
Villanueva y Saavedra war auch Hauptorganisatorin des von der Legión Femenina am 10. November 1936 in Cochabamba veranstalteten Primer Congreso Feminista de Bolivia, an dem rund 70 Frauen aus allen, damals ohne Pando noch acht Departments Boliviens teilnahmen. Zu den Themen, die auf dem Kongress diskutiert wurden, gehörten bürgerliche und politische Rechte sowie das Wahlrecht für Frauen, Sexualerziehung, Frauengewerkschaften und Arbeit für alleinerziehende Mütter. Eines der zentralen Themen der Veranstaltung war das Recht auf Bildung, dessen Einschränkungen für Frauen oft als Argument benutzt wurde, um die Ausübung anderer Rechte, wie die Fähigkeit, ein öffentliches Amt zu bekleiden, zu beschränken.

## Nachleben
Judy Chicago widmete ihr eine Inschrift auf den dreieckigen Bodenfliesen des Heritage Floor ihrer 1974 bis 1979 entstandenen Installation The Dinner Party. Die mit dem Namen Saaredra Villanueva beschrifteten Porzellanfliesen sind dem Platz mit dem Gedeck für Sacajawea zugeordnet.

## Werke
Dichtung
- Siembra, Oruro, 1939[9]
- Sueño y canción, 1965

Andere
- Ronda Femenina de América, 1953
- Acciòn socialista de la mujer en Bolivia (Geschichte der Legión Femenina de Educación Popular de America)[7], 1970